# London Film-Makers' Co-op
La London Film-Makers' Co-op, conosciuta anche con la sigla LFMC, fu un laboratorio di produzione e distribuzione di cinema sperimentale di Londra fondato nel 1966. Nel 1999 si fuse con la London Video Arts per costituire la LUX.

## Storia della cooperativa
La London Film-Makers' Co-op, fondata da Stephen Dwoskin e Bob Cobbing ispirandosi alla newyorkese Film-Makers' Cooperative di Jonas Mekas, iniziò la sua attività di proiezioni cinematografiche presso la libreria londinese Better Books, allora partecipe dei movimenti controculturali degli anni '60, prima di spostare le proprie attività presso l'Arts Lab al 182 di Drury Lane, ad est di Covent Garden, dove divideva gli uffici con la BIT, servizio di informazioni, editore e contro sociale gestito da John "Hoppy" Hopkins, all'interno del Institute for Research in Art and Technology. Nel 1971, con lo scadere del contratto d'affitto della IRAT, la Co-op si trasferì per un periodo in uno squat situato in una ex latteria al 13a Prince of Wales Crescent a Kentish Town, per poi spostarsi, dopo qualche anno, nella Gloucester Avenue a Camden, dividendo l'edificio per molti anni con la London Musicians Collective. Nel 1997, la London Film-Makers' Co-op viene trasferita, assieme alla London Video Arts al nuovo Lux centre, ad Hoxton Square, per poi fondere le due associazioni nell'attuale LUX.
A differenza della New York Film-Makers' Cooperative, la London Film-Makers' Co-op era organizzata come una cooperativa egualitaria basata sul worksharing, che assisteva sia la fase produttiva che quella distributiva.
Fu Carla Liss ad aprire un canale fra le due cooperative, trasformando così la London Film-Makers' Co-op in un archivio distributivo.
Fra gli autori associati al gruppo vi furono fra gli altri Malcolm Le Grice, Peter Gidal, Michael "Atters" Attree, Annabel Nicolson, Lis Rhodes, Gill Eatherley, Roger Hammond, David Crosswaite e William Raban, che amministrò la cooperativa tra il 1972 ed il 1976.
Molti dei film prodotti fra la fine degli anni '60 e gli anni '70 appartenevano alla corrente del Cinema strutturale ed all'evoluzione inglese di tale tendenza, che prese il nome di cinema strutturale-materialista.